# Ústie (Vladímir)
|  | Per a altres significats, vegeu «Ústie». |

Ústie (en rus: Устье) és un poble de l'óblast de Vladímir, a Rússia, segons el cens del 2010 tenia 38 habitants. Pertany al districte municipal de Sóbinka.